# Curvatura lumbar de 45 grados

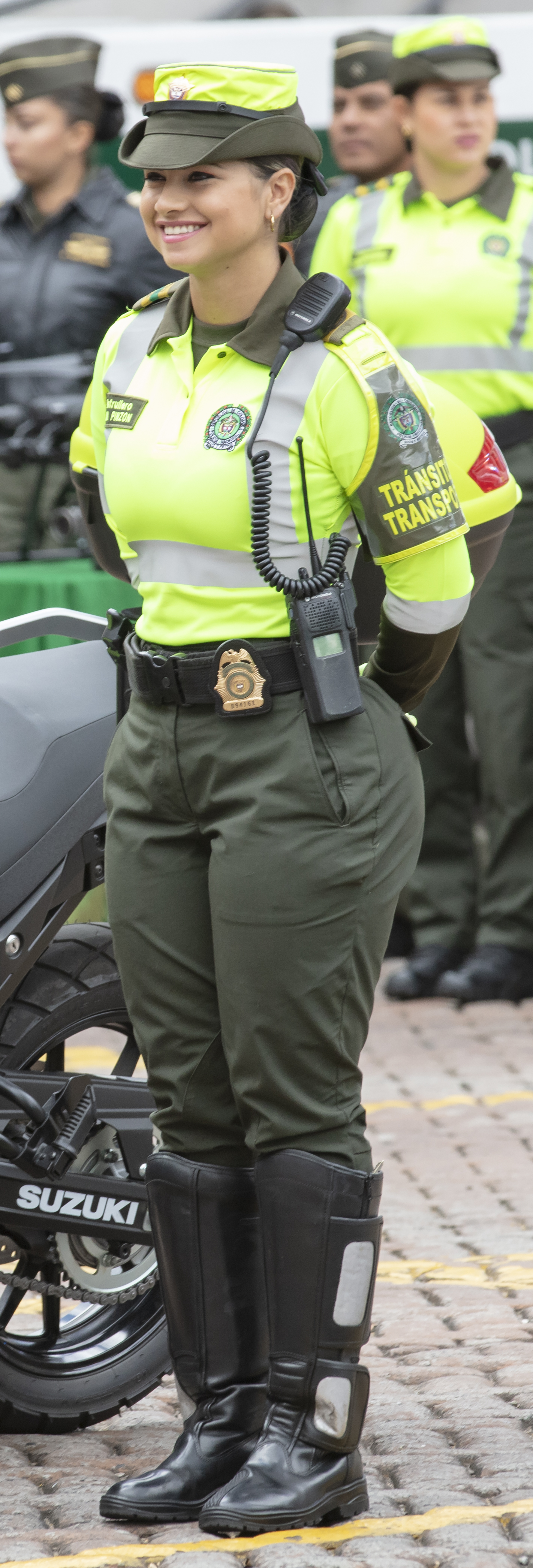
Mujer de la Policía Nacional de Colombia que presenta en su físico la curvatura lumbar de 45 grados.

La curvatura lumbar de 45 grados —llamada también silueta de reloj de arena— desde el punto de vista del atractivo físico humano es una clasificación de la espalda baja de la mujer que en teoría representa el mayor atractivo para los varones, teniendo esto un origen biológico de la reproducción sexual, pues las mujeres que presenten la curvatura de 45 grados son capaces de sobrevivir y pasar sin mayor dificultad las etapas del embarazo.

## Descripción

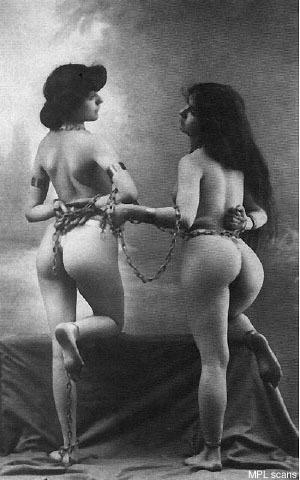
Fotografía erótica de dos mujeres encadenadas (c. 1900). Se puede observar que la dama de la derecha tiene una curvatura de 45 grados a diferencia de su compañera de la izquierda que carece de ella.

Durante la prehistoria la selección sexual adecuada entre seres humanos de los sexos masculino y femenino fue determinante para la supervivencia de la especie, los seres humanos solían tener la tendencia de reproducirse constantemente, por lo cual los varones al momento de escoger una pareja femenina tenían en cuenta si estás podían ser fértiles, y capaces de dar múltiples hijos. Para el primer objetivo las caderas y la espalda debían presentar un considerable dimorfismo sexual.
Siendo la pelvis de las caderas más ancha y profunda, teniendo a los fémures más distanciados para permitir una mayor apertura durante el parto, mientras que la espalda debían mostrar una curvatura de 45 grados desde la mitad de la columna vertebral hasta la cintura, esto —en conjunto con los glúteos— para brindar un mayor balance durante la gestación al momento de pararse o caminar.

## Papel cultural y evolución de lo atractivo
Para el psicólogo y sociólogo estadounidense David Buss esto es un proceso normal evolutivo del ser humano, en sus propias palabras: 

"Es que se trata (sobre la curvatura lumbar de 45 grados) de otra ilustración científica de la estrecha coincidencia entre una característica de diferenciación de sexos de la morfología humana (en este caso la curvatura lumbar) y la evolución de los estándares de lo que es atractivo (...) Esto añade a un cuerpo creciente de evidencias el hecho de que la belleza no es enteramente arbitraria, ni está en los ojos del que mira, sino que tiene más bien una lógica adaptativa coherente".
Extracto de Evolution and Human Behavior, 2011.

Según la Facultad de Ciencias Biológicas de la Universidad Victoria en Wellington el impacto cultural en la sociedad de la curvatura o silueta es muy significativo porque representa un estándar de belleza en la figura femenina, algunos ejemplos de dichas figuras son Marilyn Monroe, Jessica Alba o Eva Mendes.

### Galería

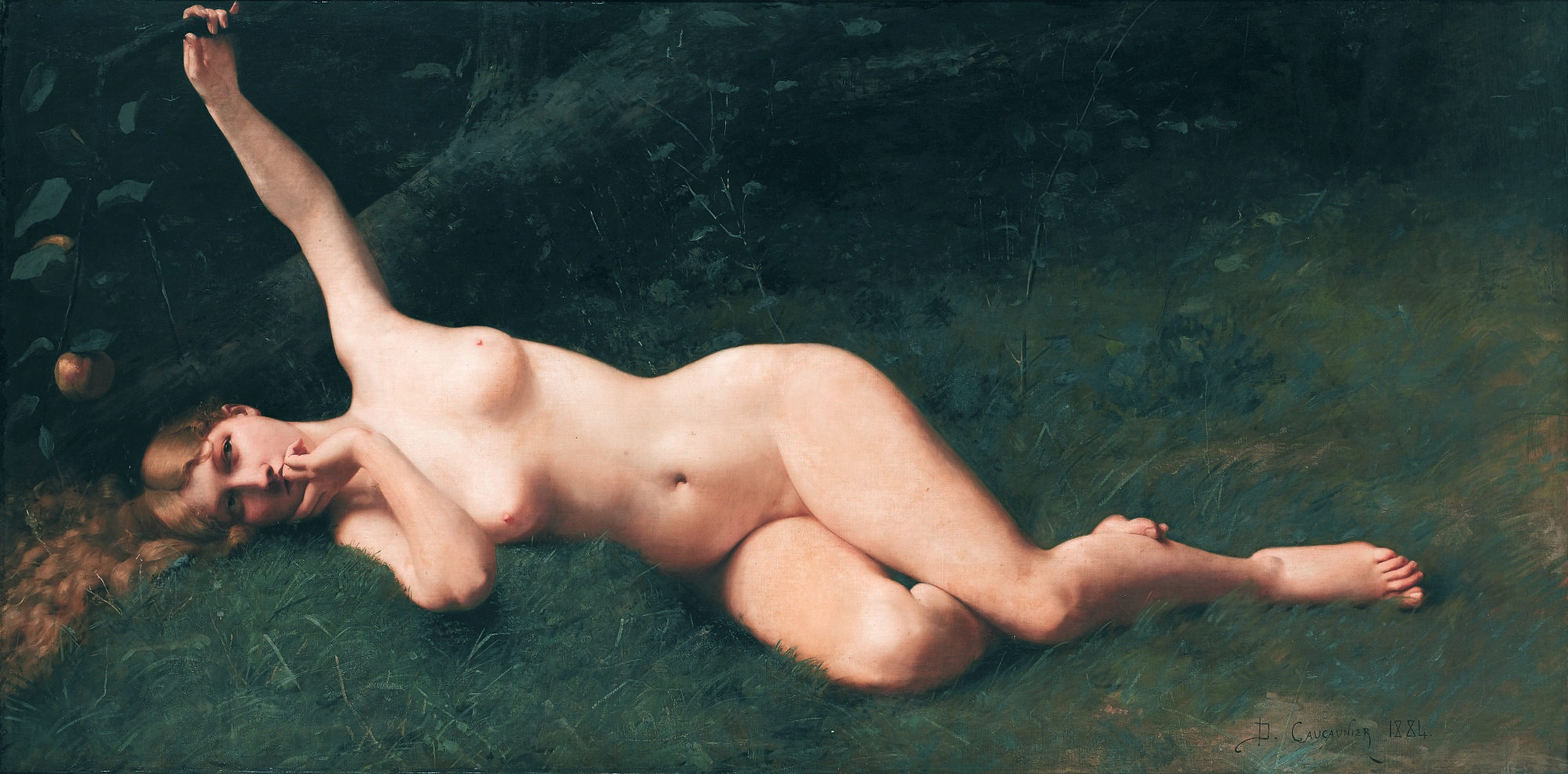
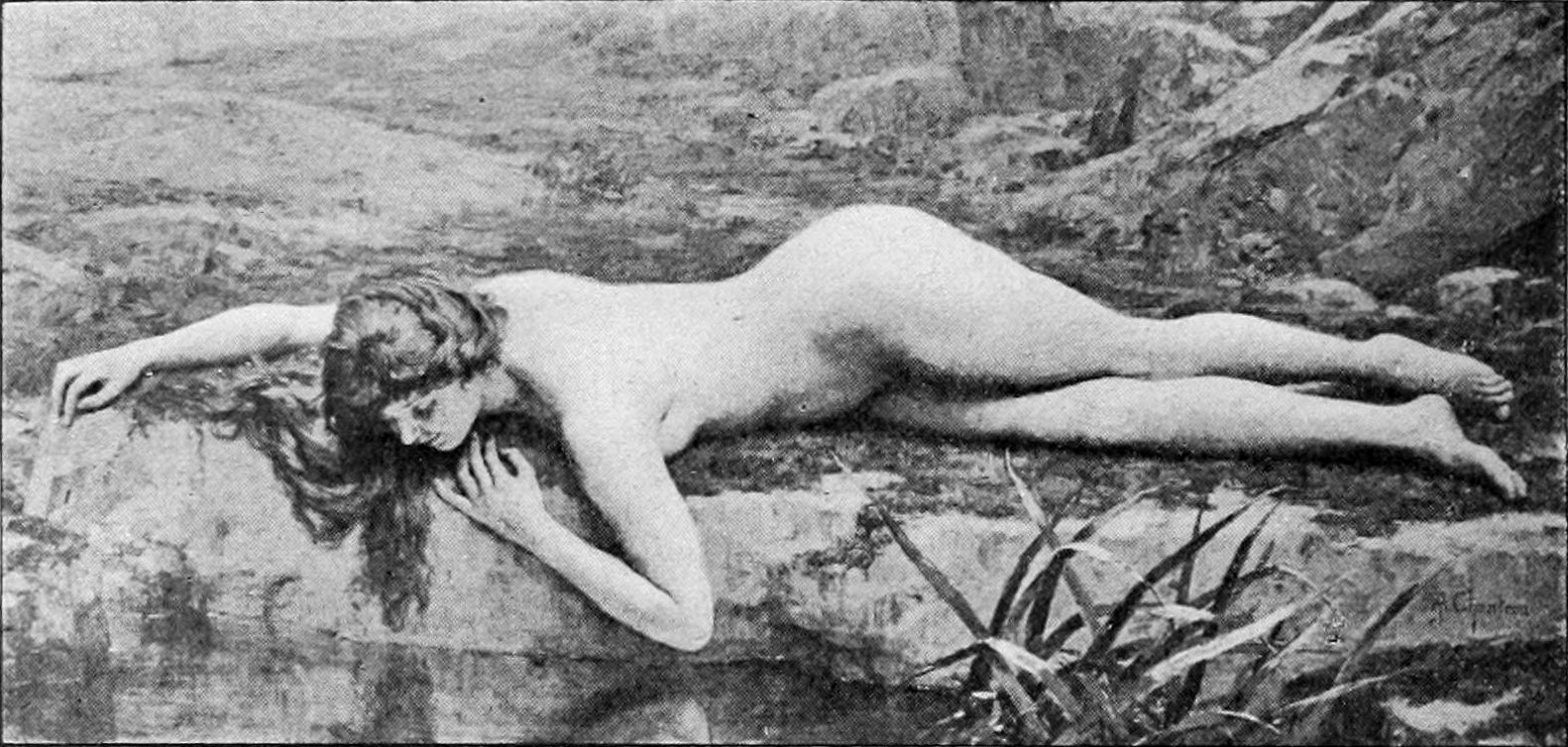
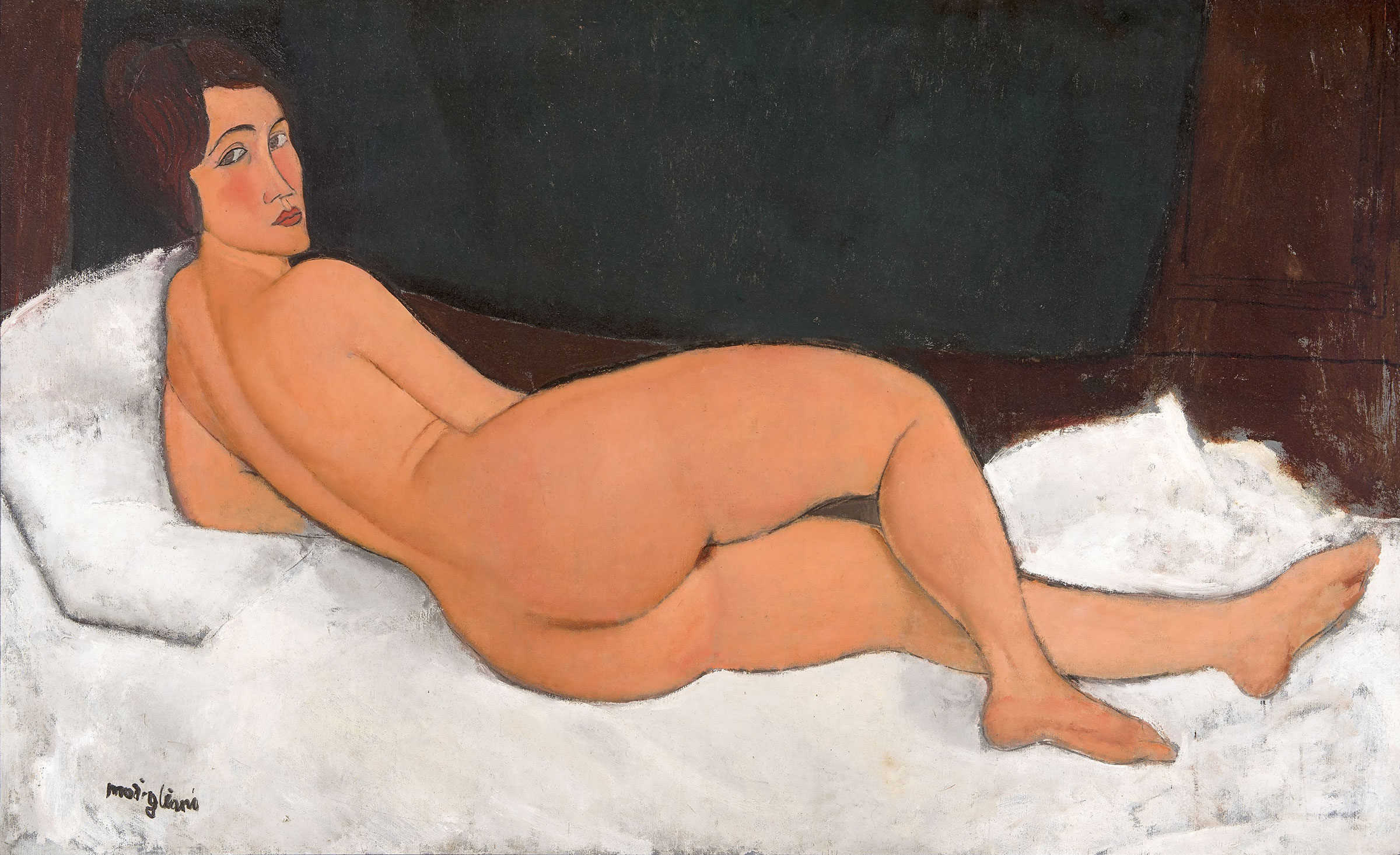
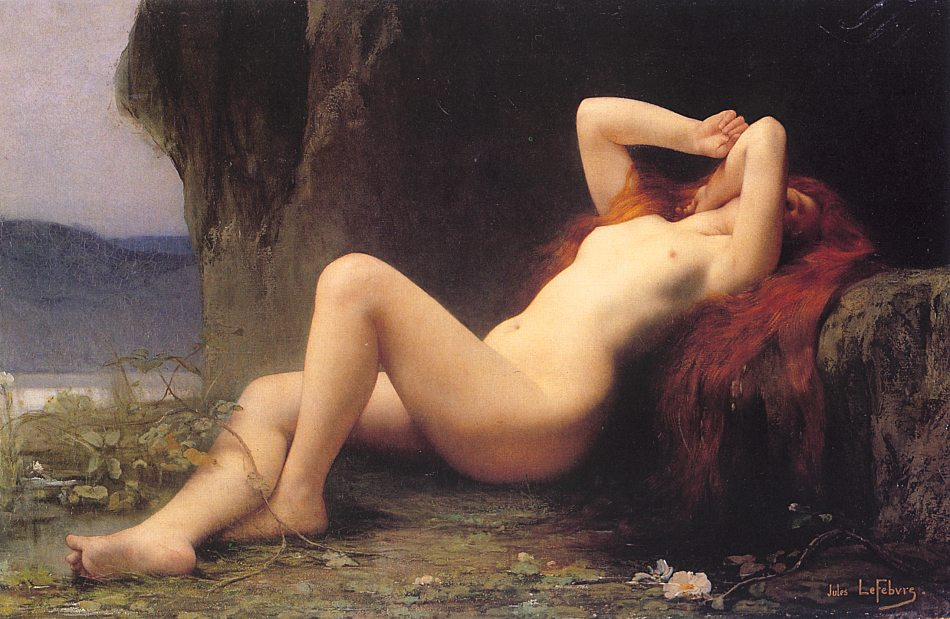
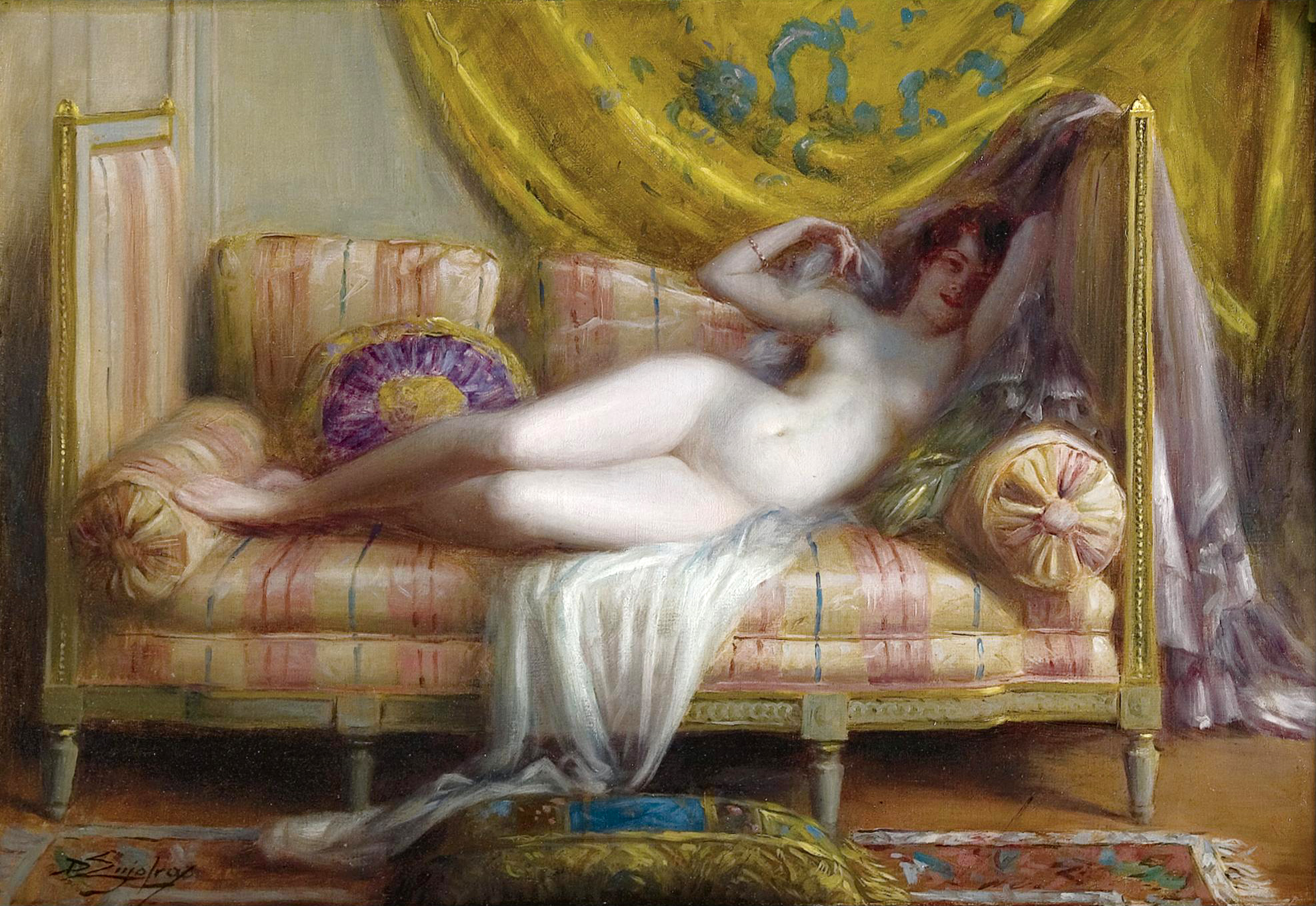
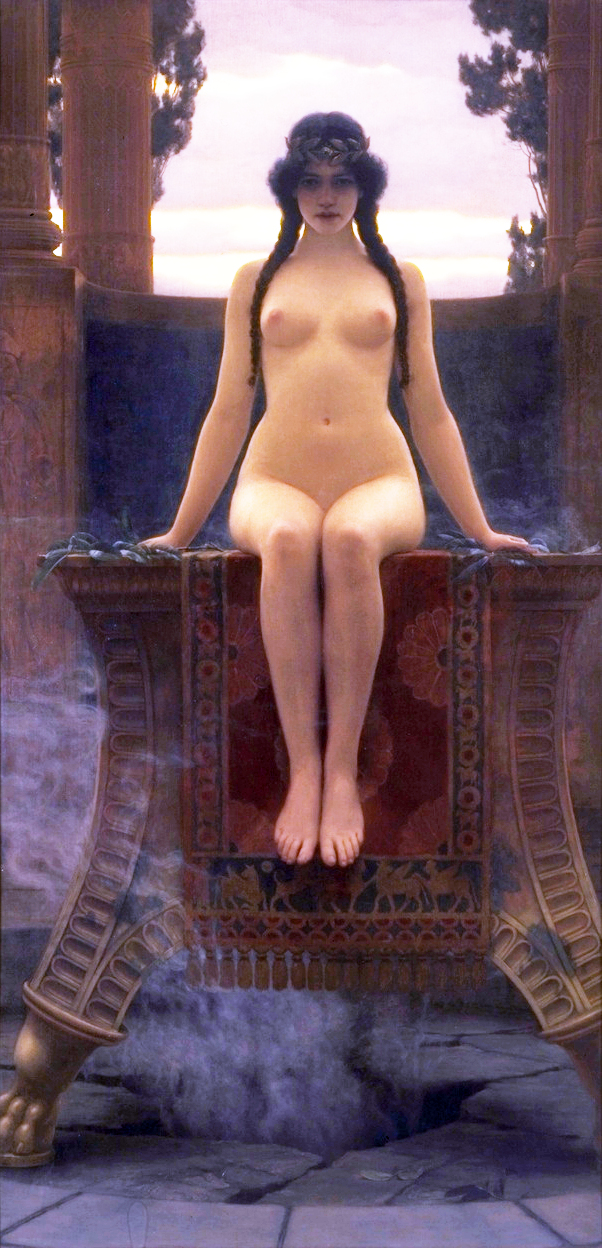
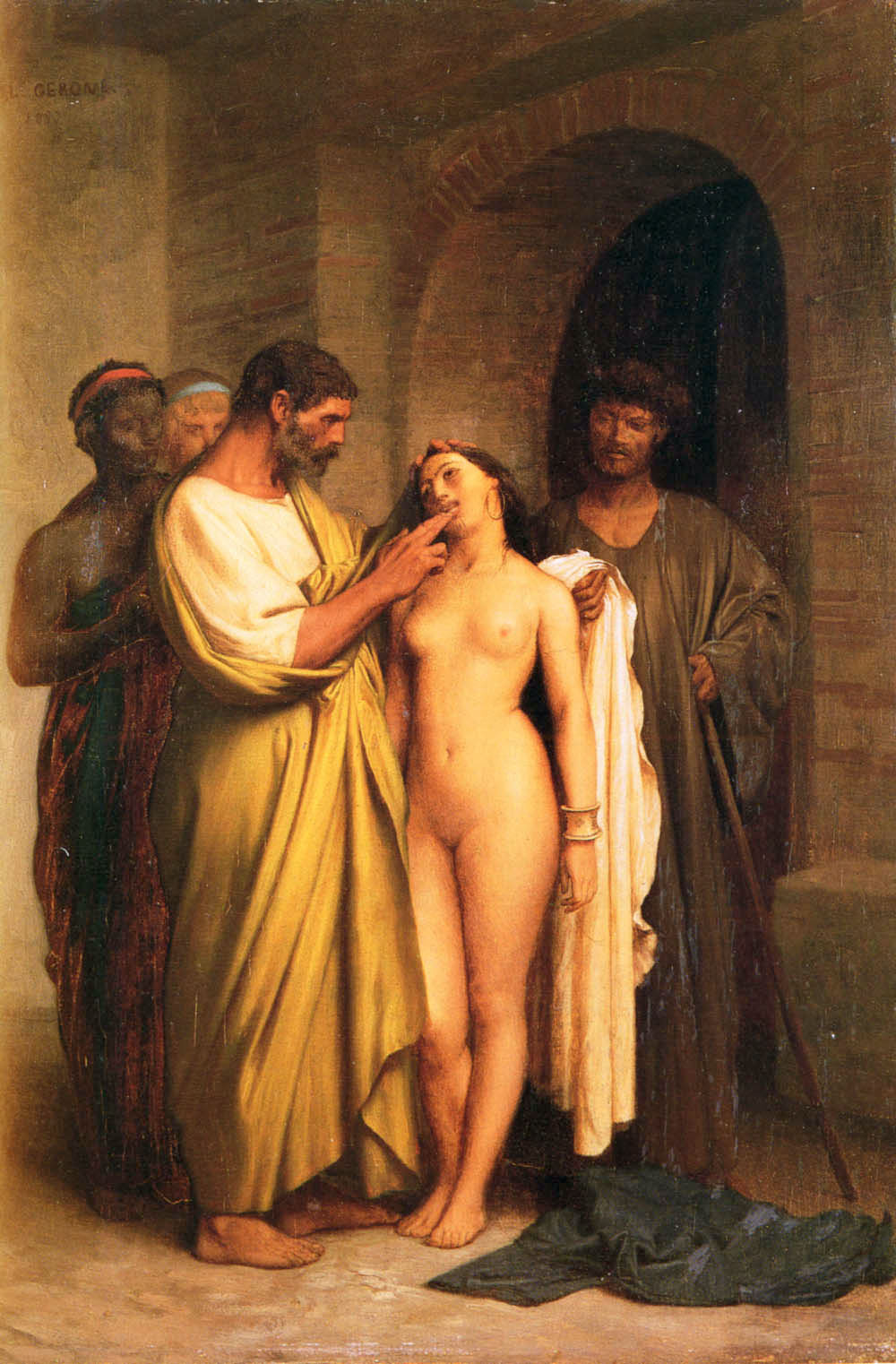
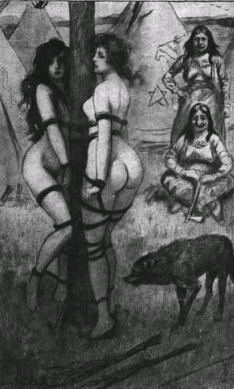
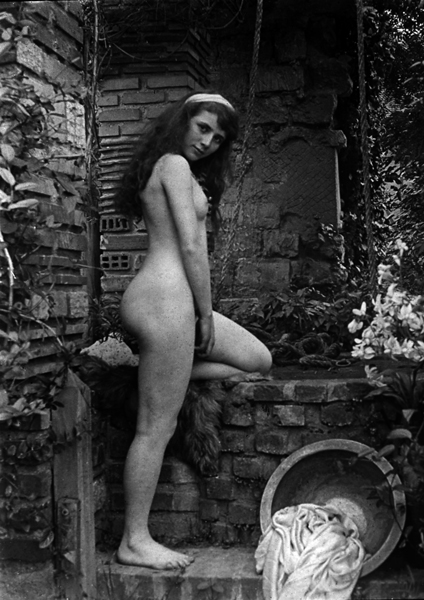
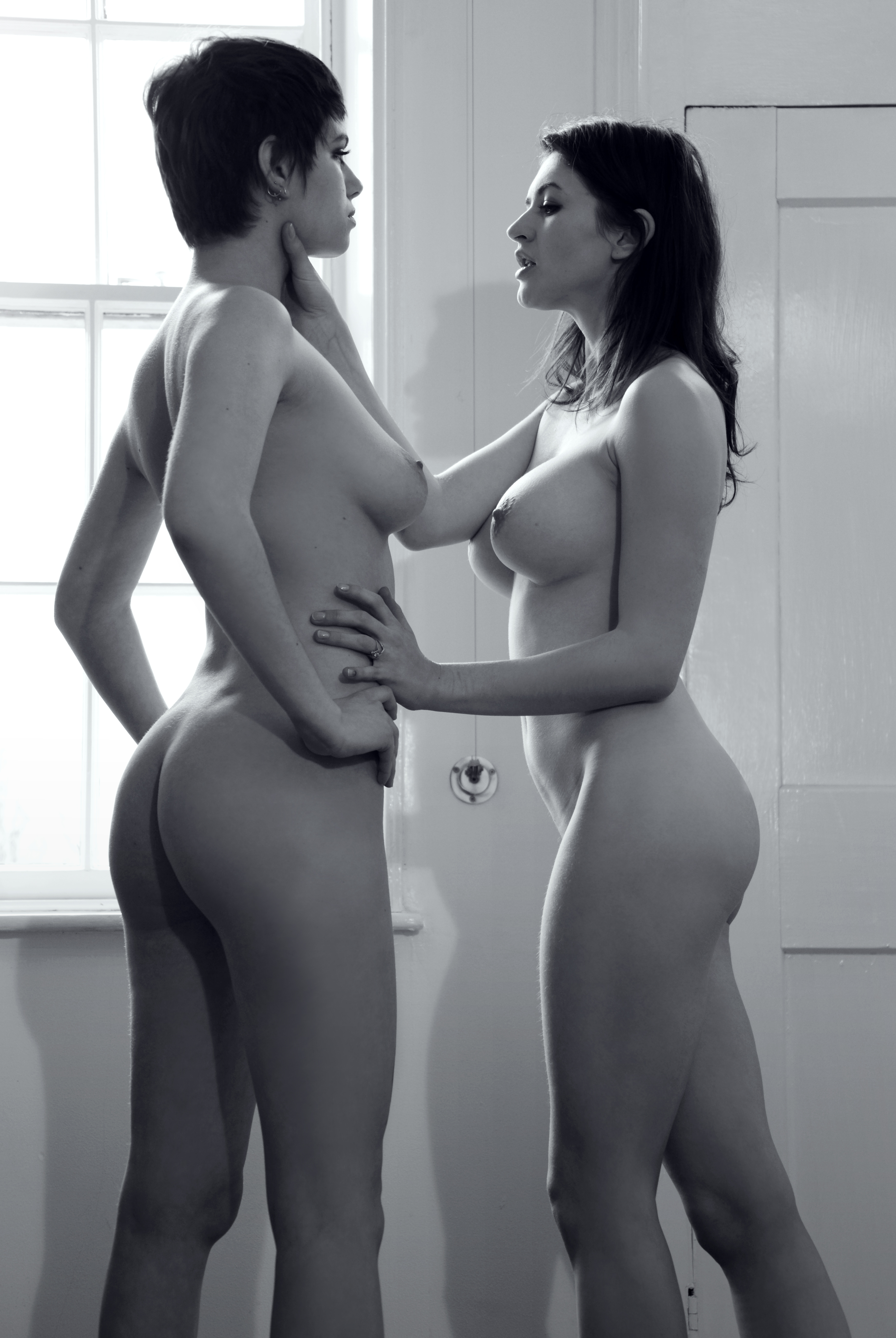
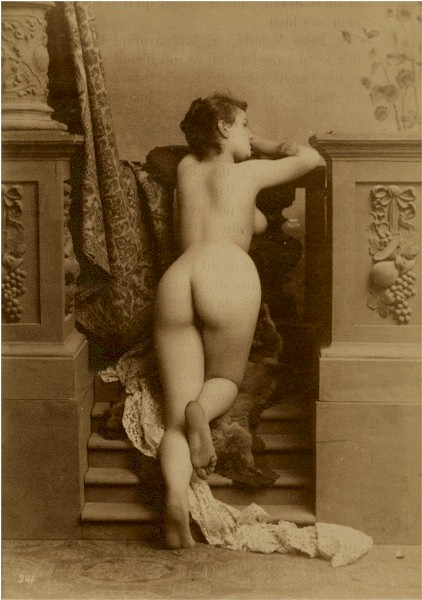